# Poecilocalyx stipulosa
Poecilocalyx stipulosa là một loài thực vật có hoa trong họ Thiến thảo. Loài này được (Hutch. & Dalziel) N.Hallé miêu tả khoa học đầu tiên năm 1964.